# Вале Вакаро (Терамо)
Вале Вакаро (итал. Valle Vaccaro) је насеље у Италији у округу Терамо, региону Абруцо.
Према процени из 2011. у насељу је живело 33 становника. Насеље се налази на надморској висини од 1111 м.